# Карри, Роберт
Роберт Карри (англ. Robert Curry; 14 августа 1881, Нью-Йорк — 12 ноября 1944) — американский борец, чемпион летних Олимпийских игр 1904.
На Играх 1904 в Сент-Луисе Карри соревновался только в категории до 47,6 кг. Он выиграл у Густава Тифентелера и Джона Хейна, выиграв золотую медаль.